# 聖斯德望主教座堂 (維也納)

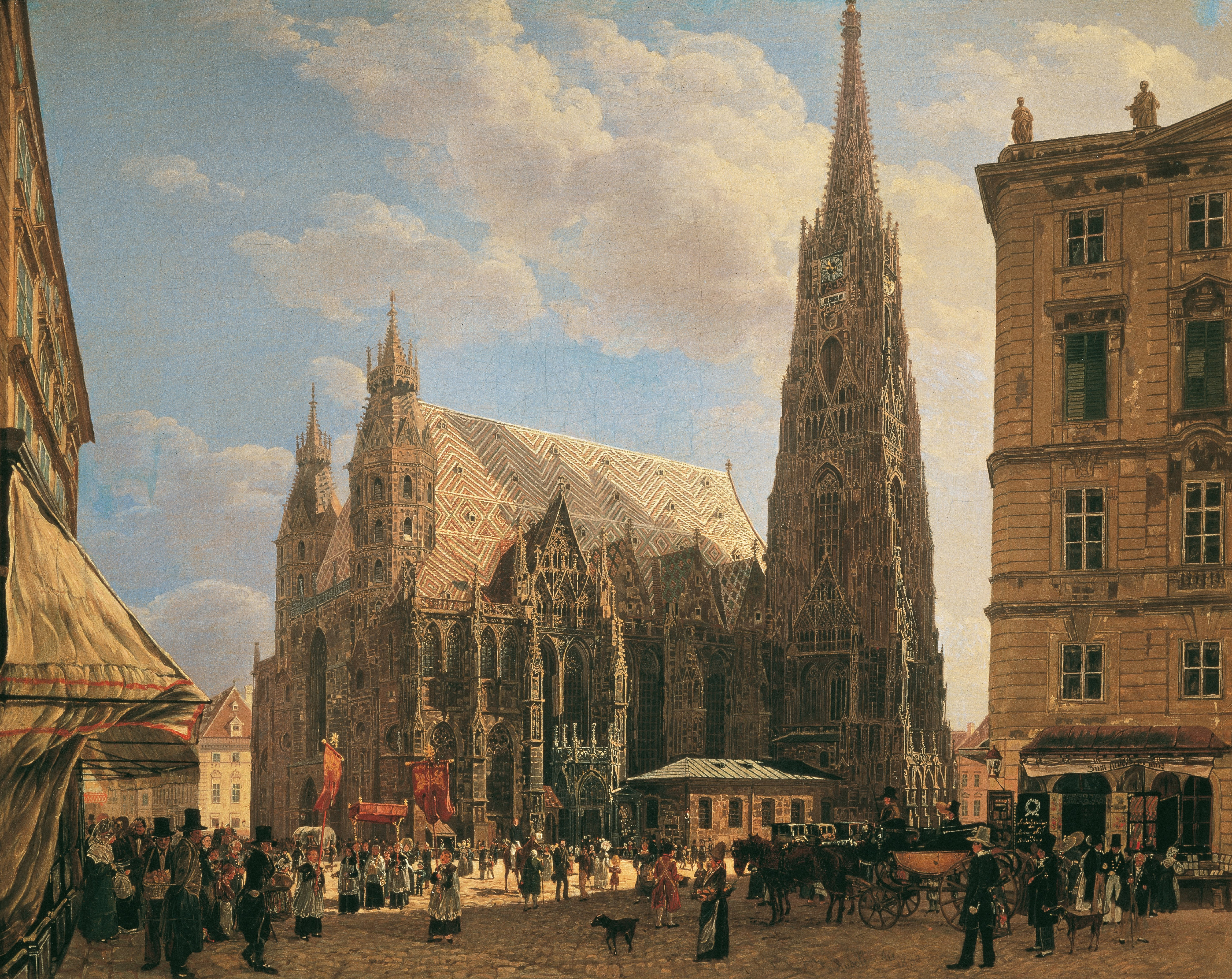
阿爾特的魯道夫：維也納的聖斯德望主教座堂

聖斯德望主教座堂（德語：Stephansdom）位於奧地利首都维也纳，是天主教维也纳大主教管区的母教堂，也是维也纳大主教克里斯托夫·舍恩博恩（Christoph Schönborn）樞機，OP的所在地。目前在史蒂芬广场上看到的罗马式和哥特式大教堂形式主要由哈布斯堡家族的鲁道夫四世公爵（1339年—1365年）发起，建立在两座早期教堂的废墟上，这是于1147年封圣的第一座维也纳教区教堂。作为维也纳最重要的宗教场所，圣斯蒂芬大教堂见证了哈布斯堡家族和奥地利历史上的许多重要历史事件，并以其多彩色的瓦屋顶成为该市最知名的地标之一。

## 歷史

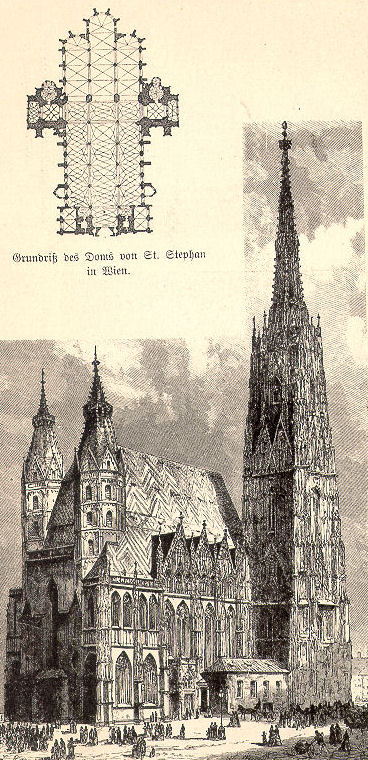
外觀和鳥瞰圖，1891年

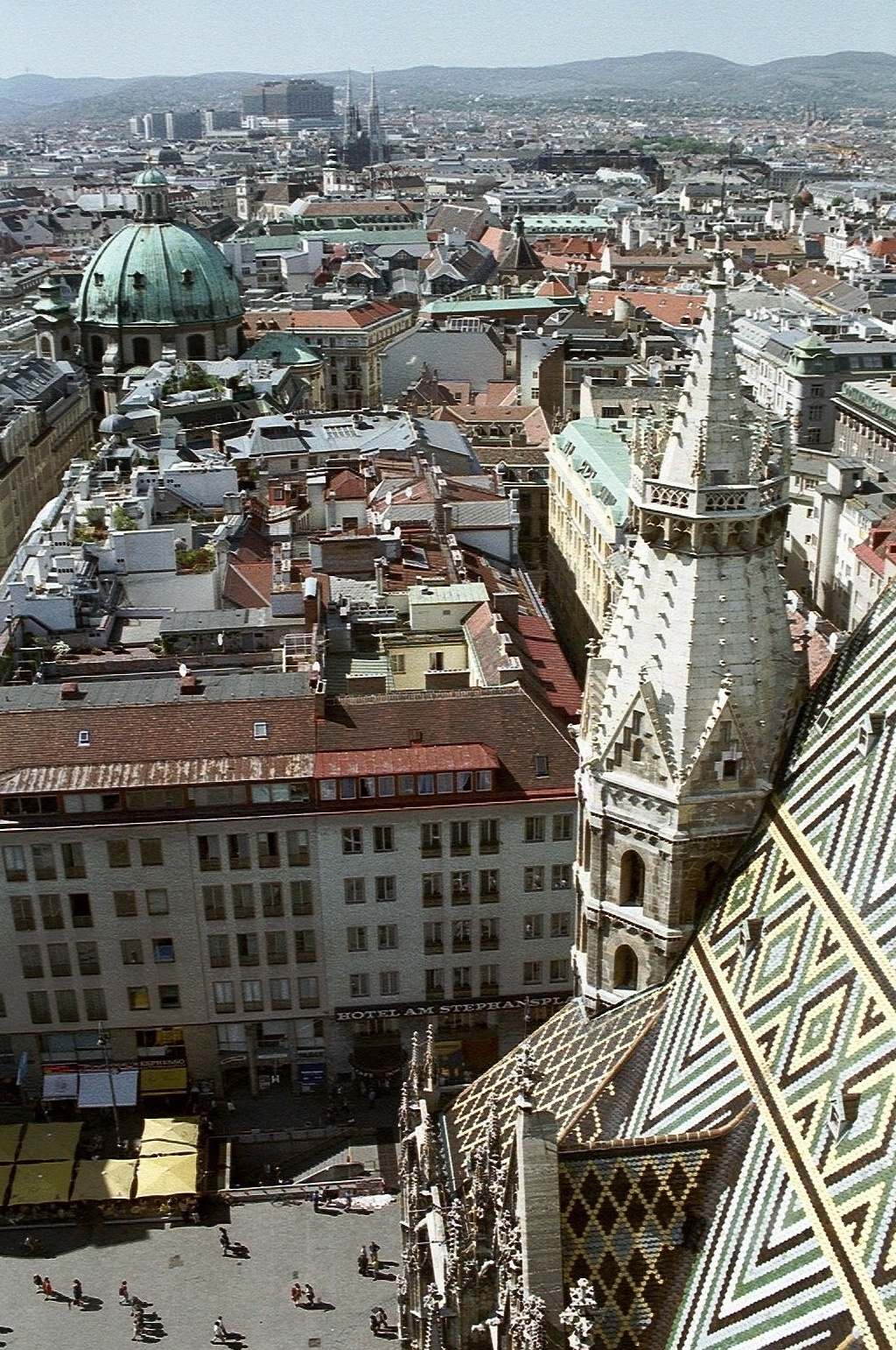
从主塔楼上望出去

1137年，巴本堡王朝的利奧波德四世（1136年—1141年）與帕绍（帕紹也有一座聖斯德望主教座堂，位於帕紹古城中心，以一台擁有17000根管的管風琴而聞名）的主教管區商定，在維也納城界外面建造一座新的教堂。10年後，這座聖斯德望主教座堂的羅馬風格的前身竣工了。

## 規模尺寸
- 總長度：107.2 米
- 總寬度：34.2 米
- 側殿高度：22.4 米
- 主殿高度：28.0 米
- 三唱詩台高度：22.4 米
- 南塔樓：136.4 米
- 北塔樓：68.3 米
- 異教塔樓群：66.3 米 和 65.3 米
- 頂長：110 米
- 從牆冠起的頂高：38.0 米

## 圖庫

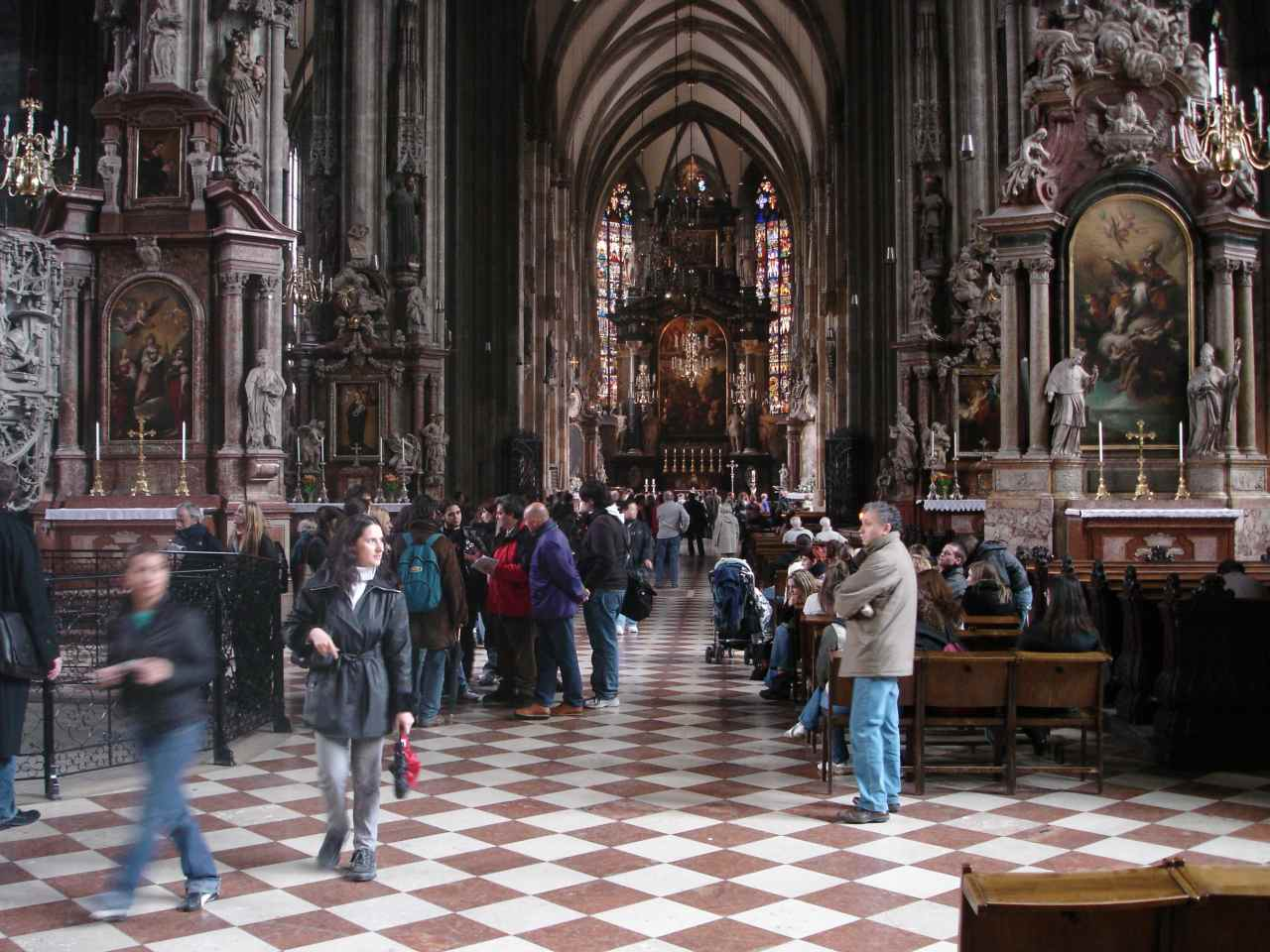
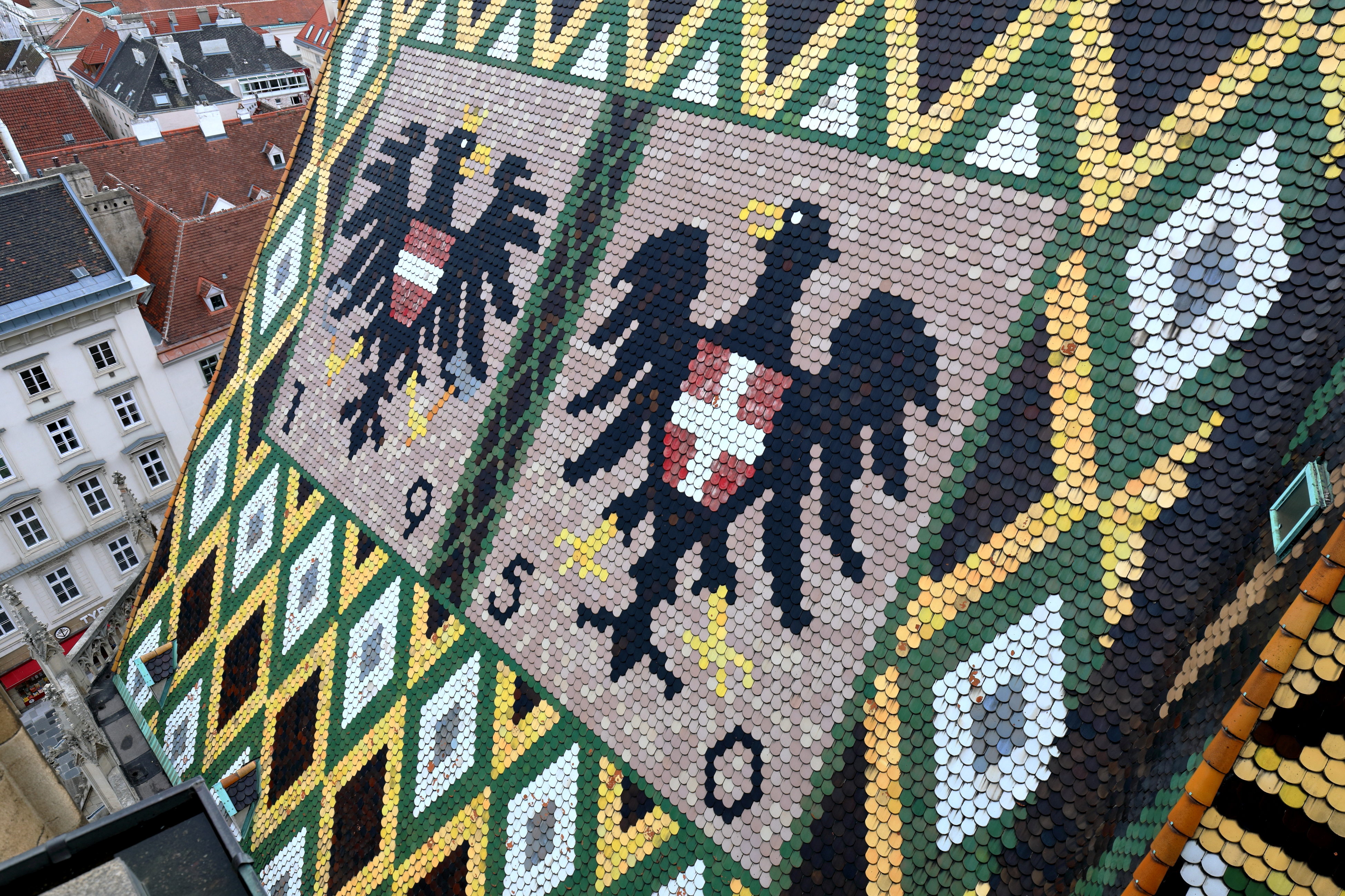
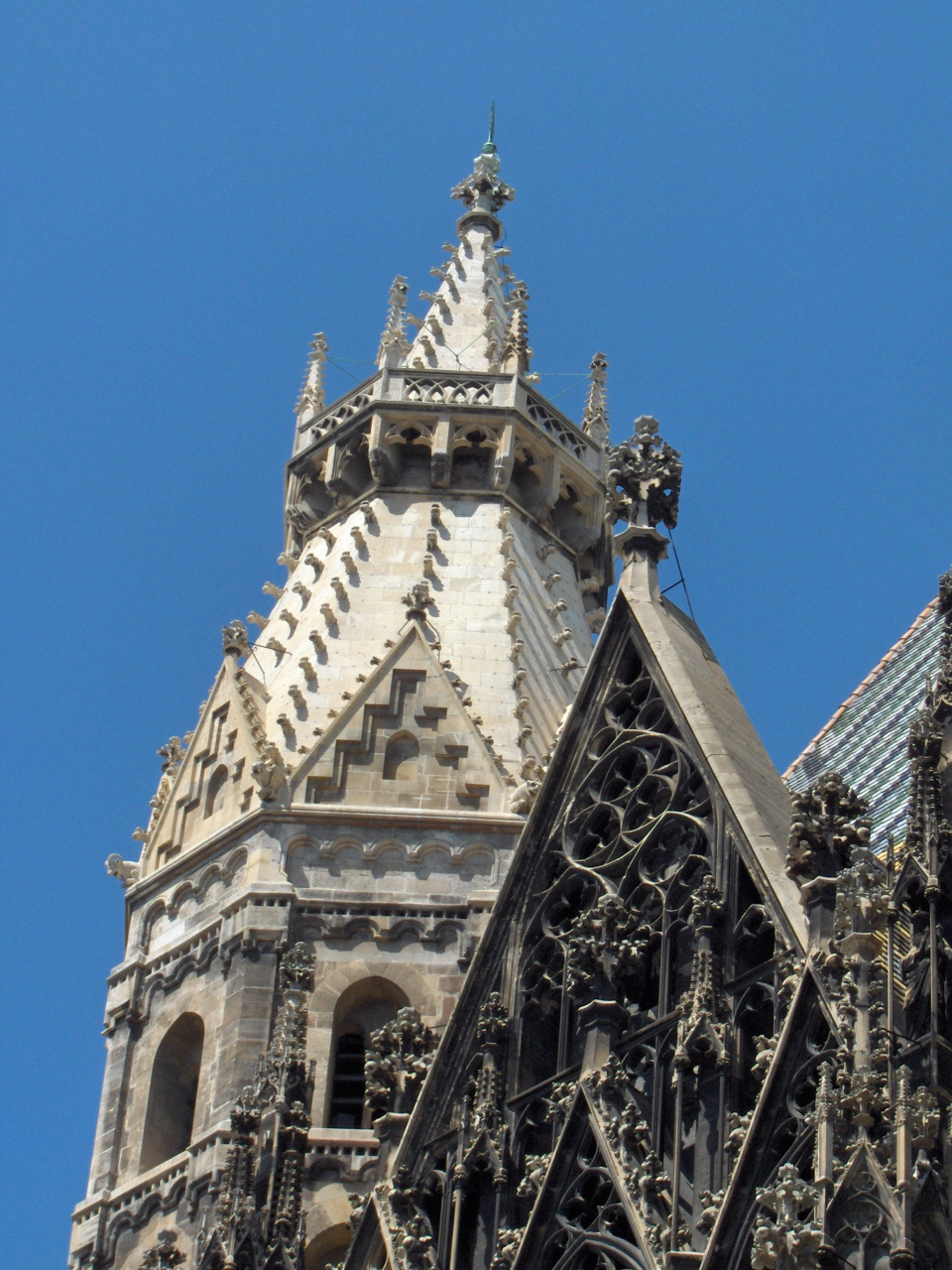
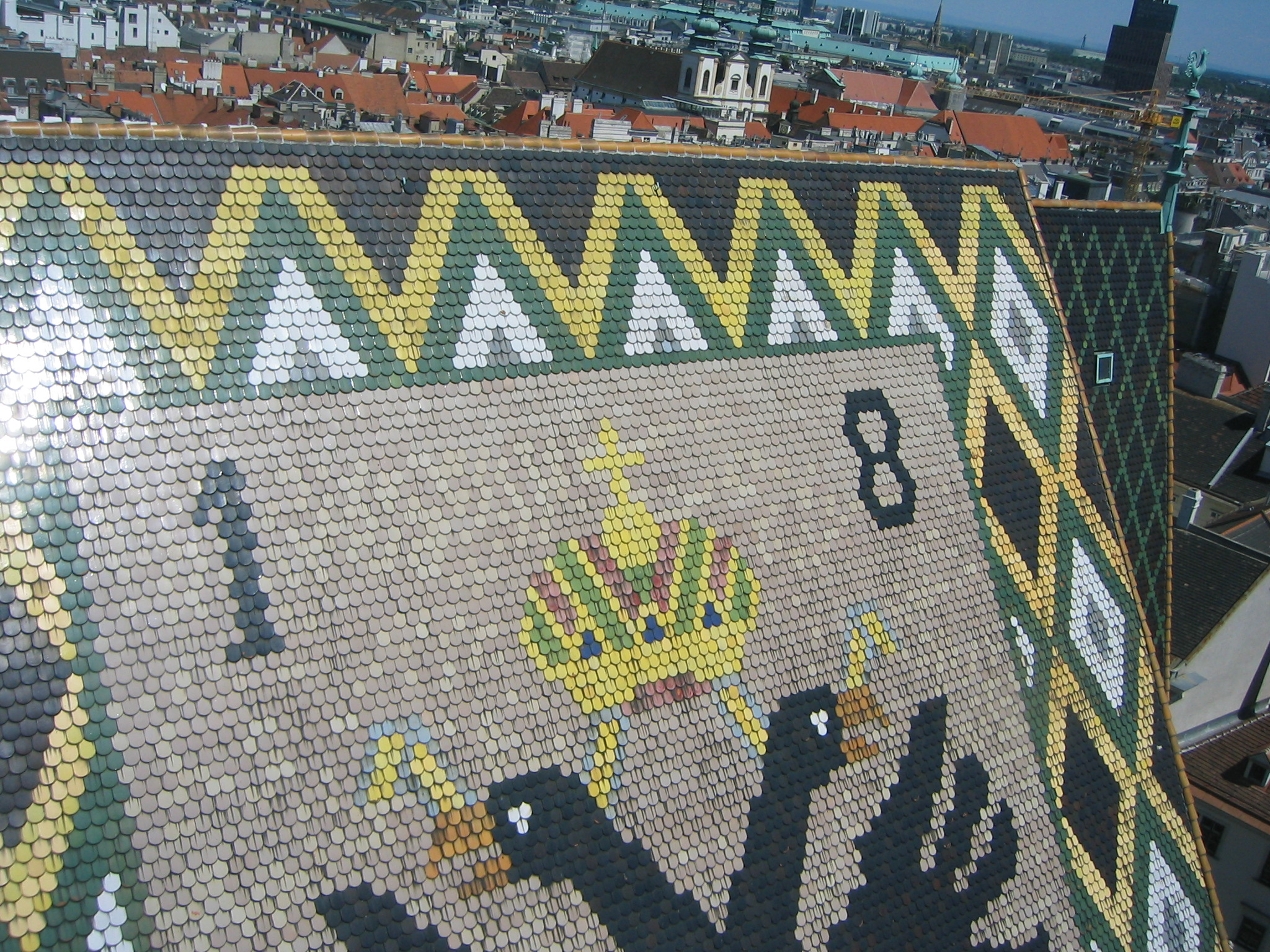
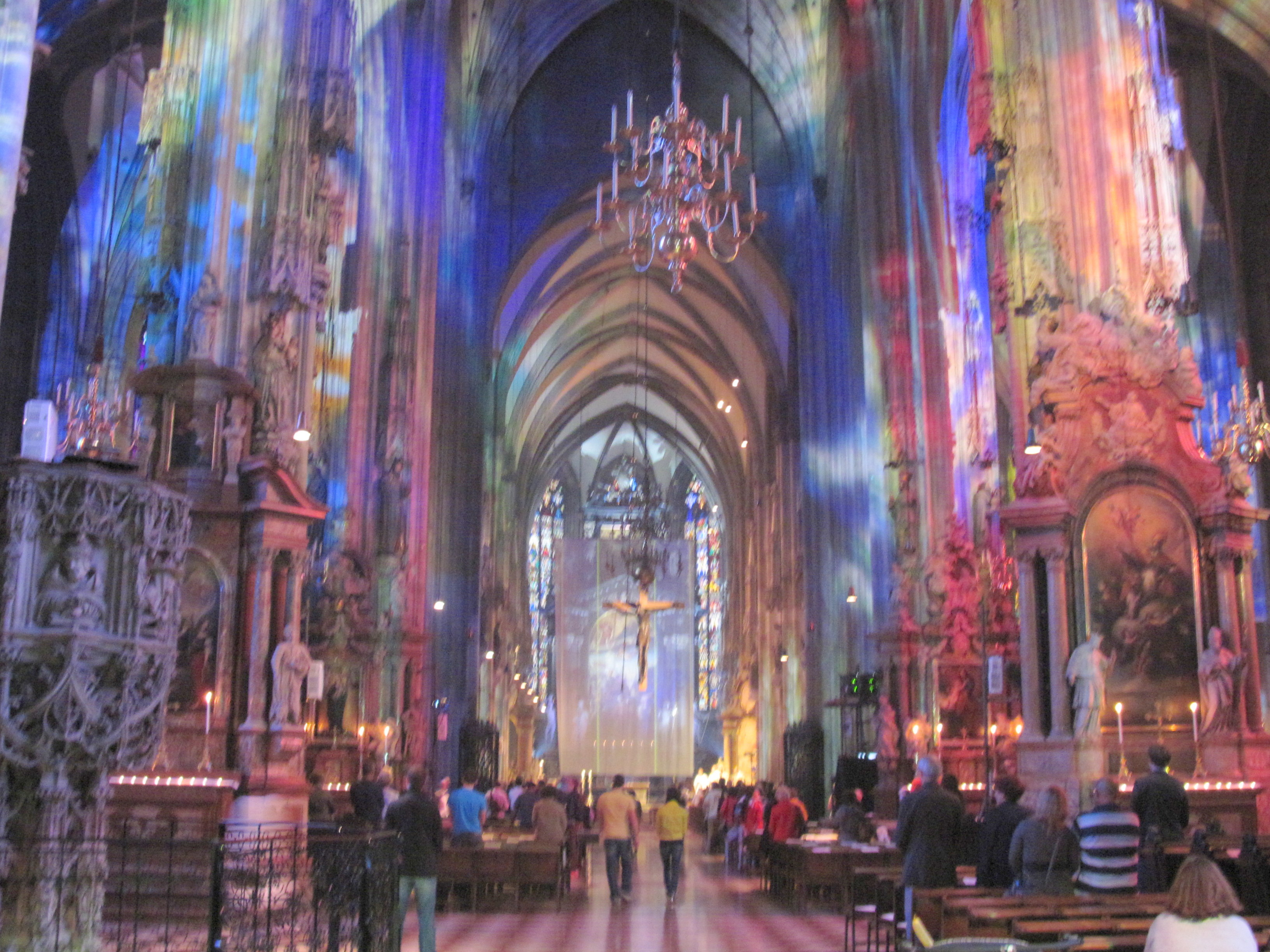
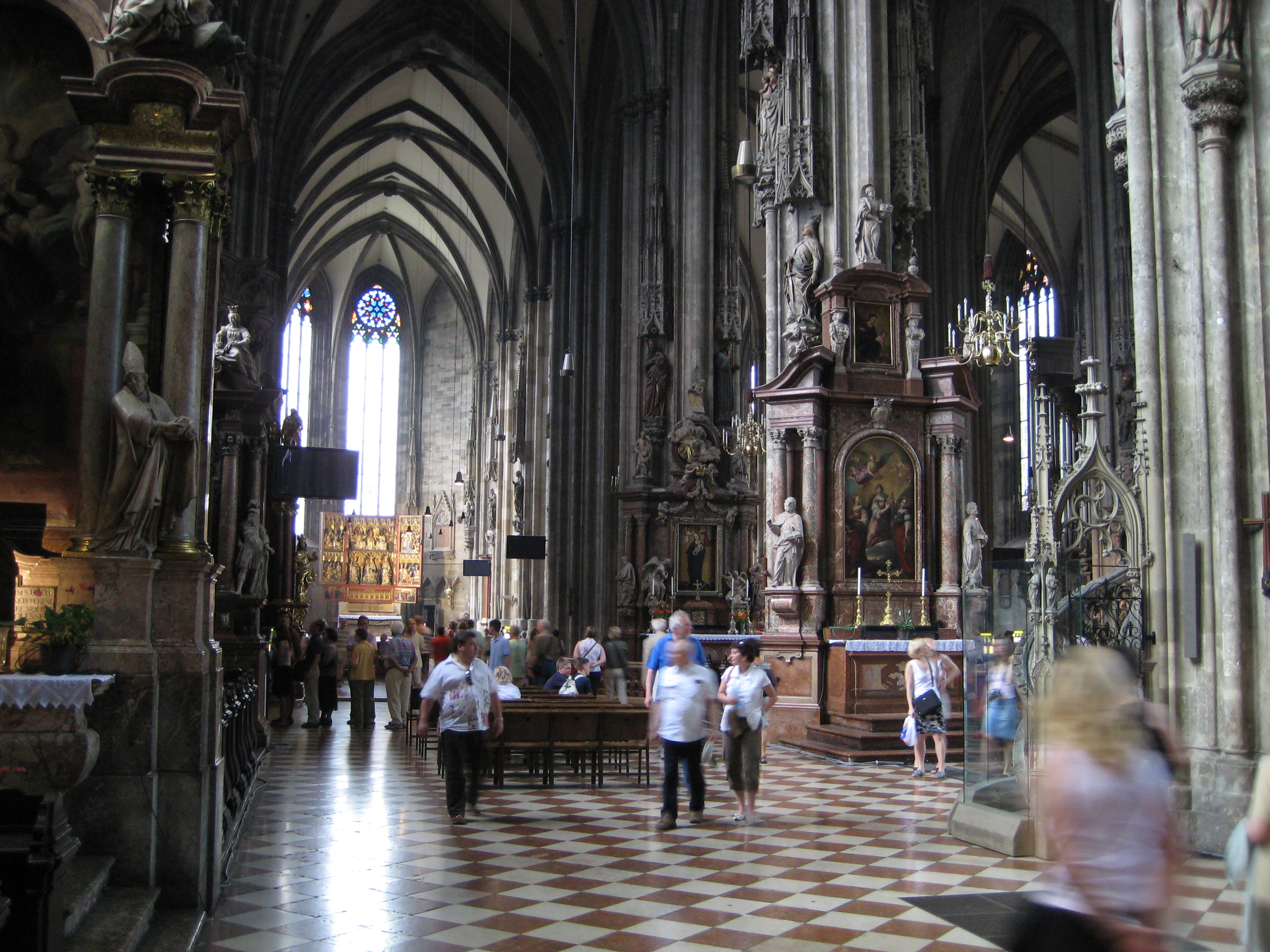
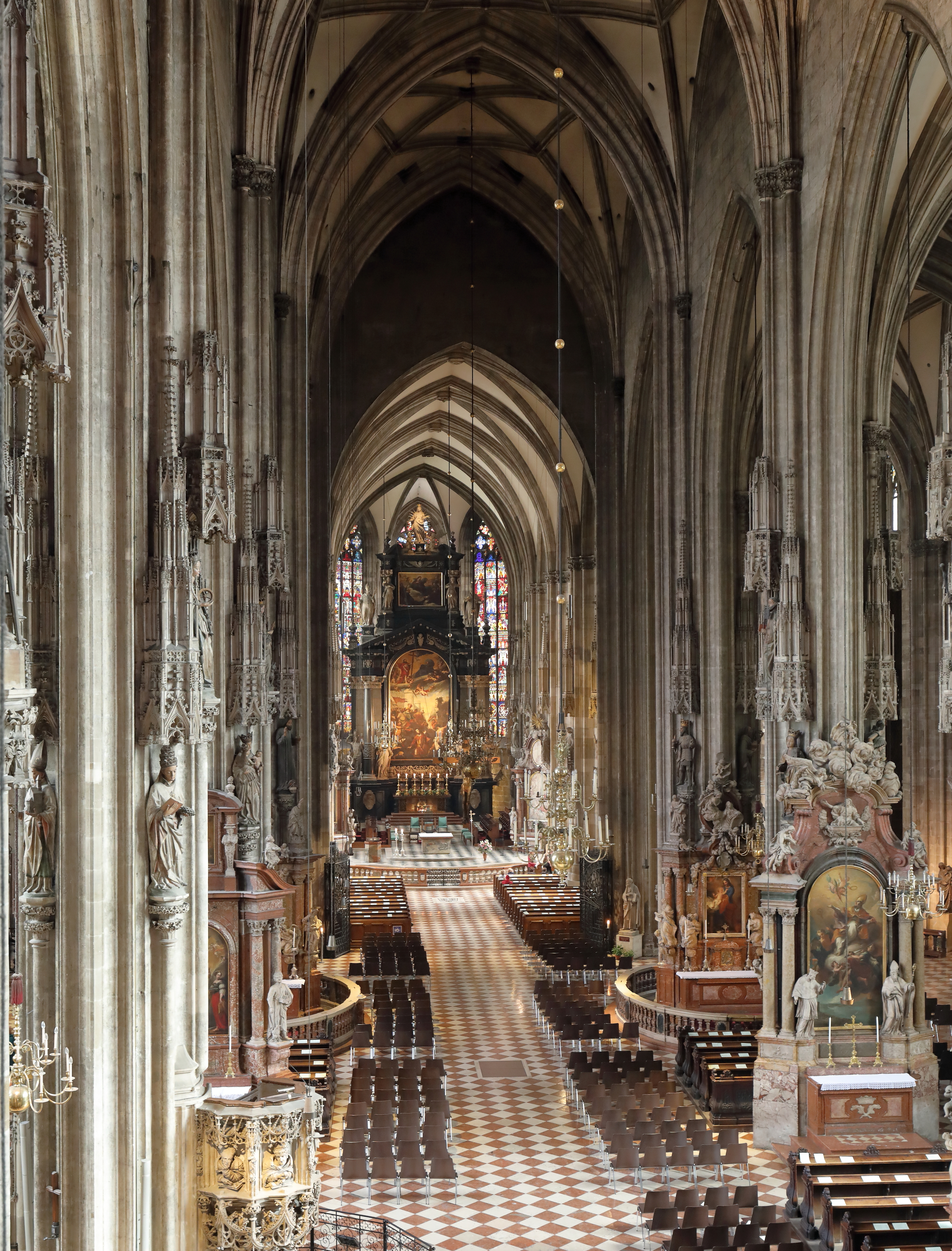
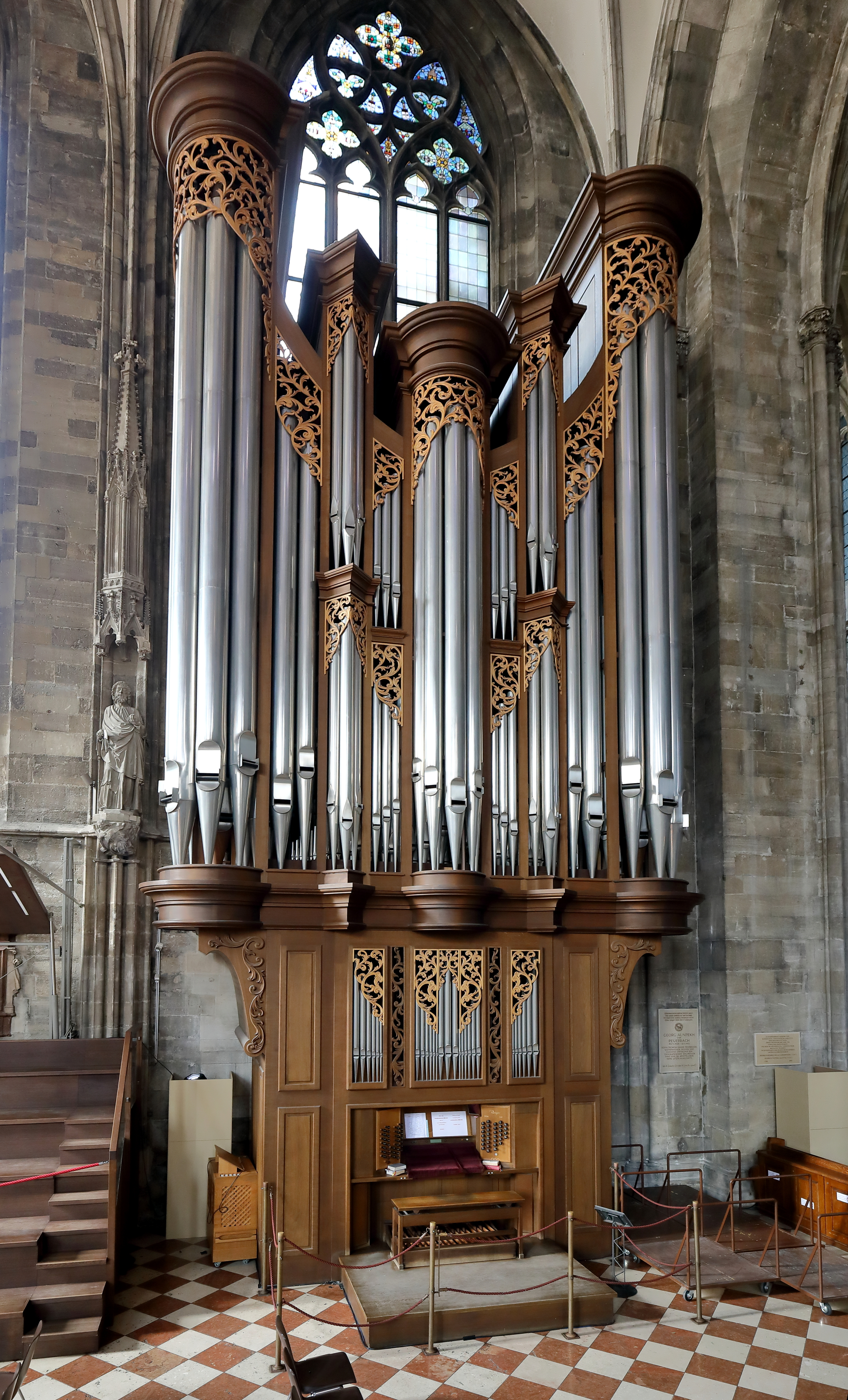
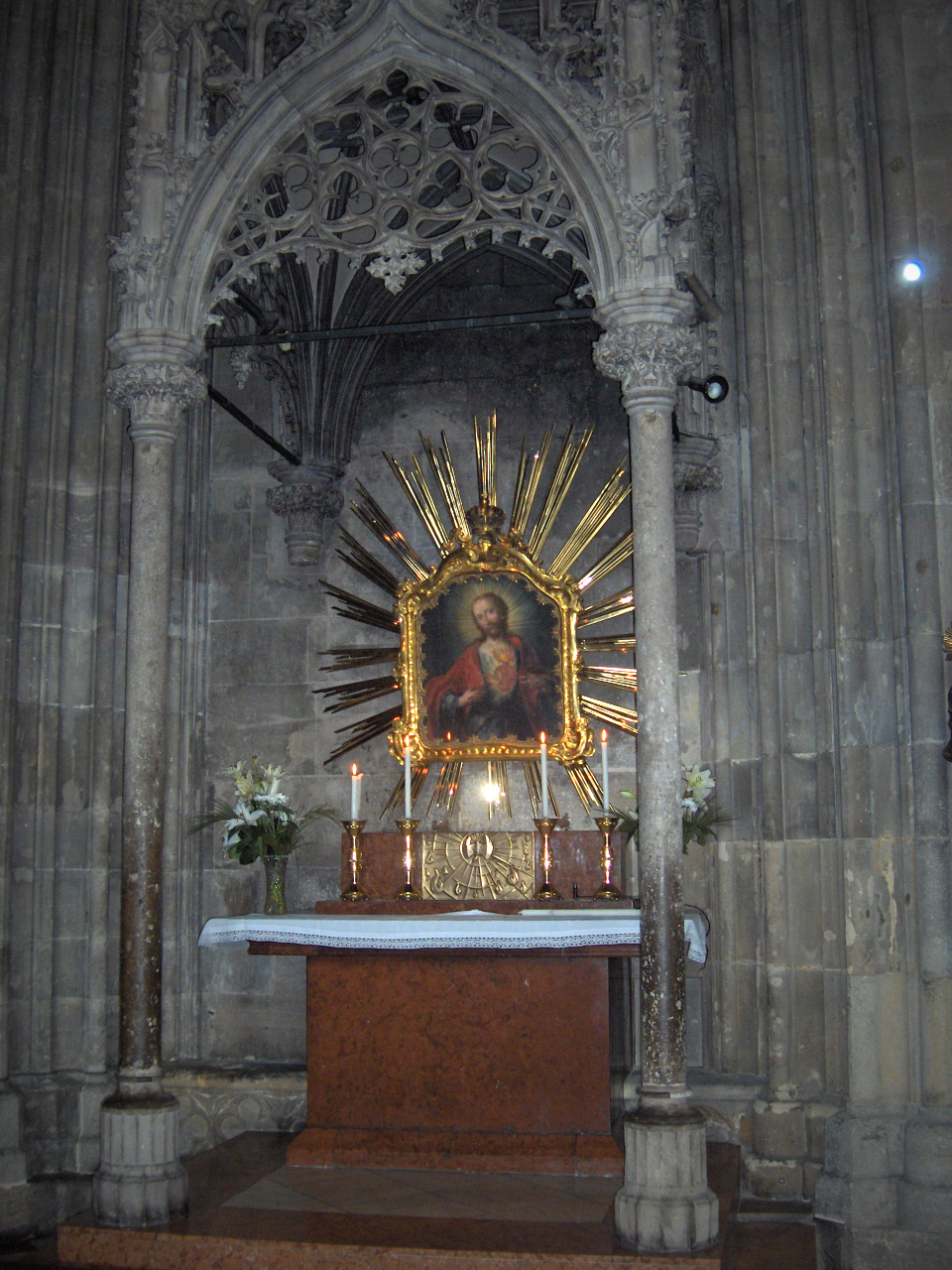
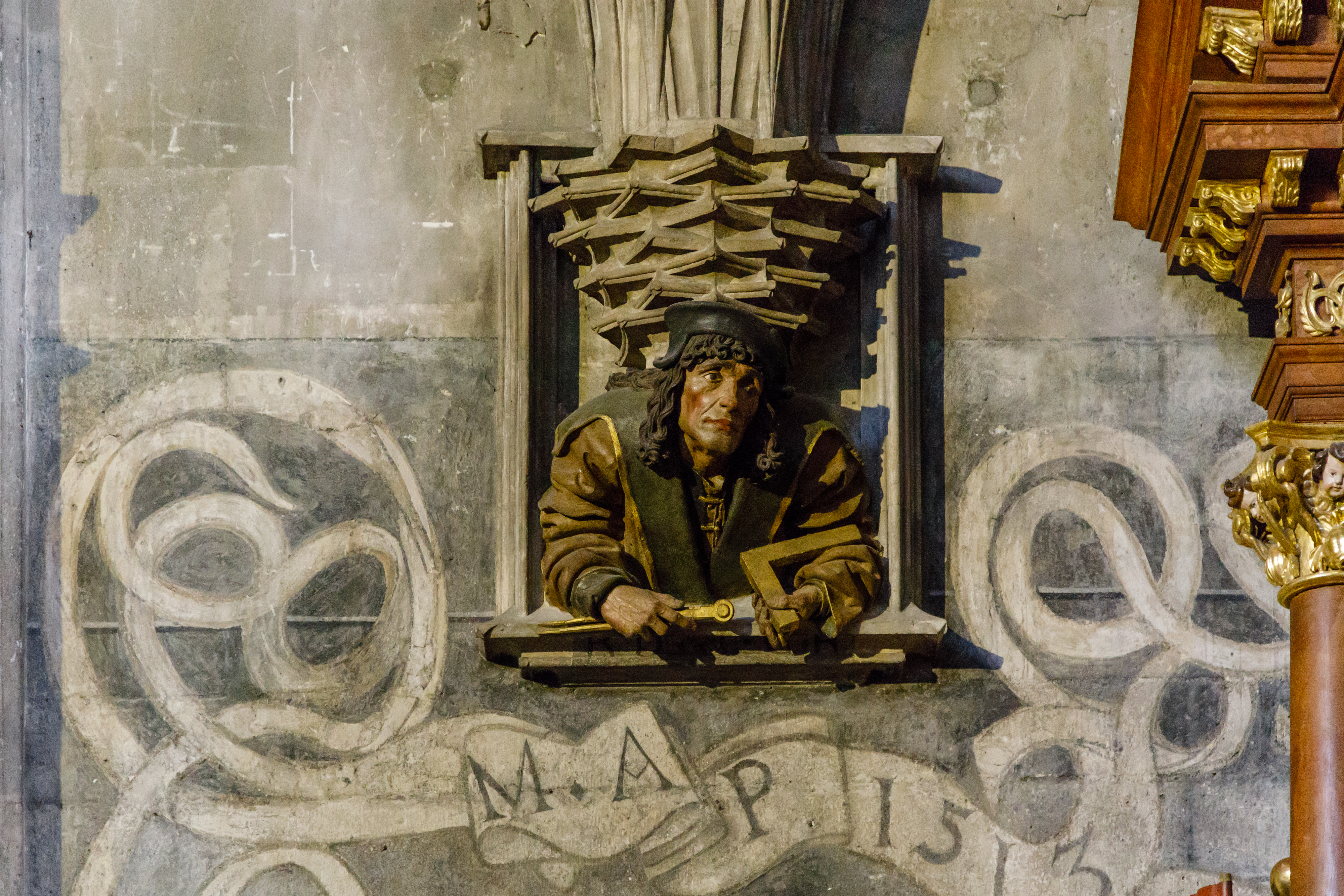
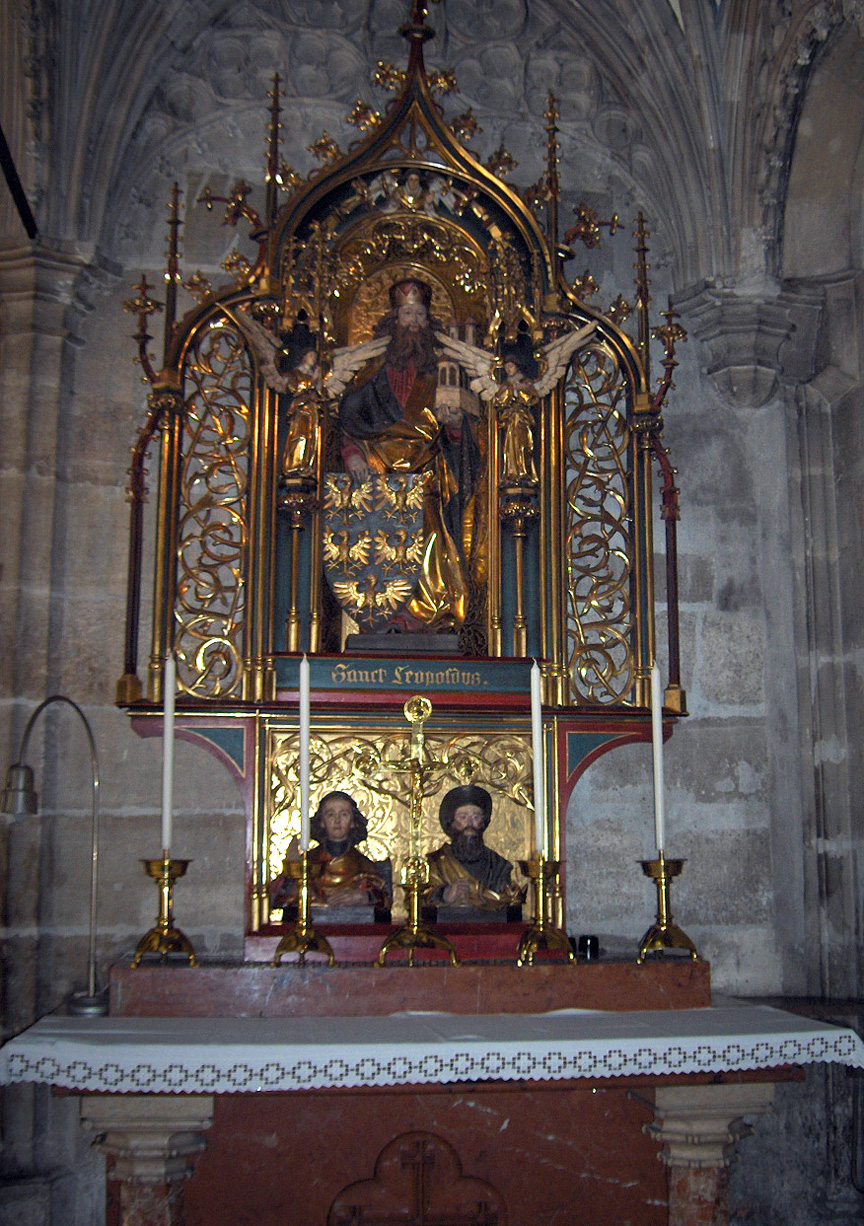
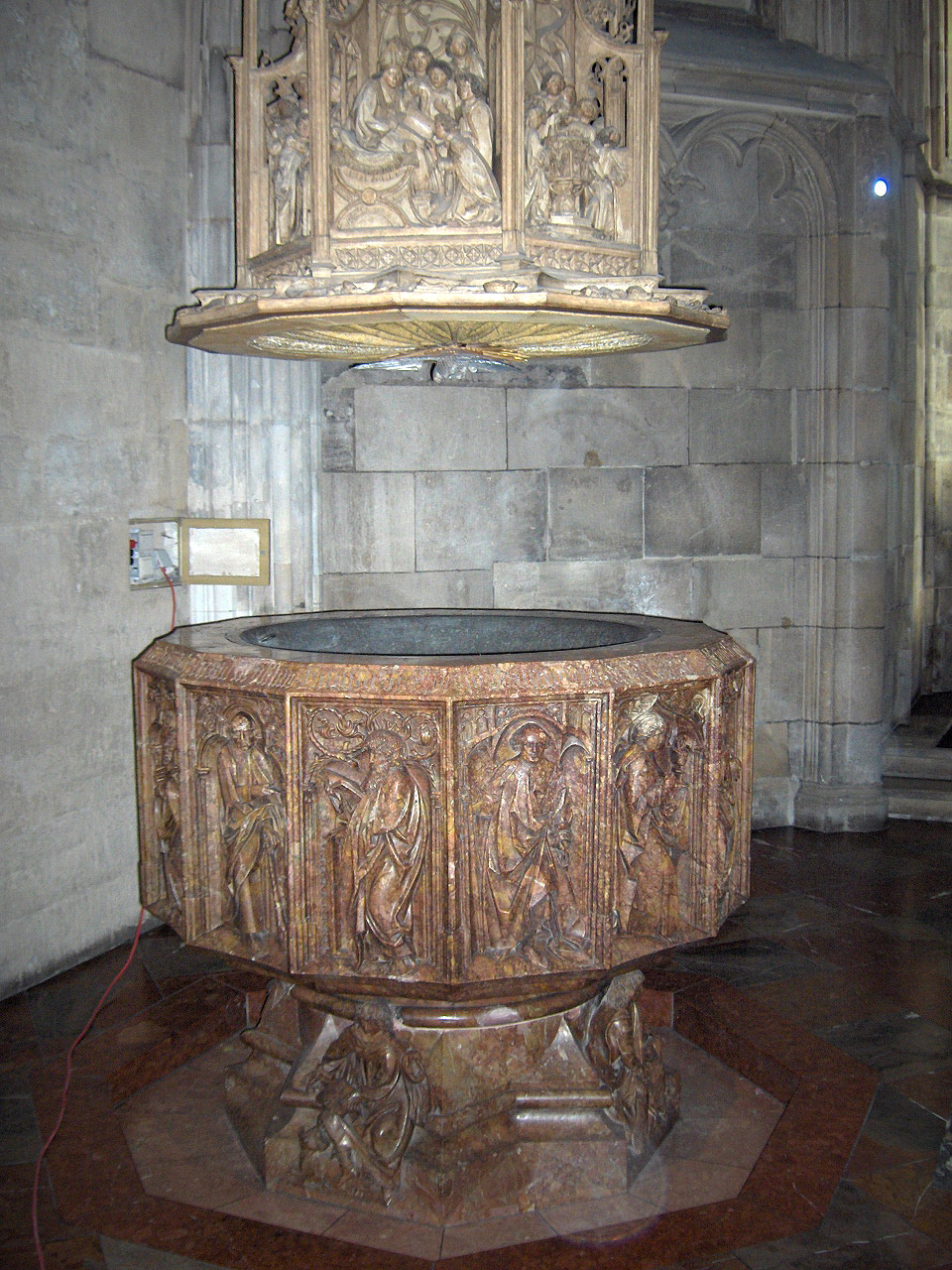
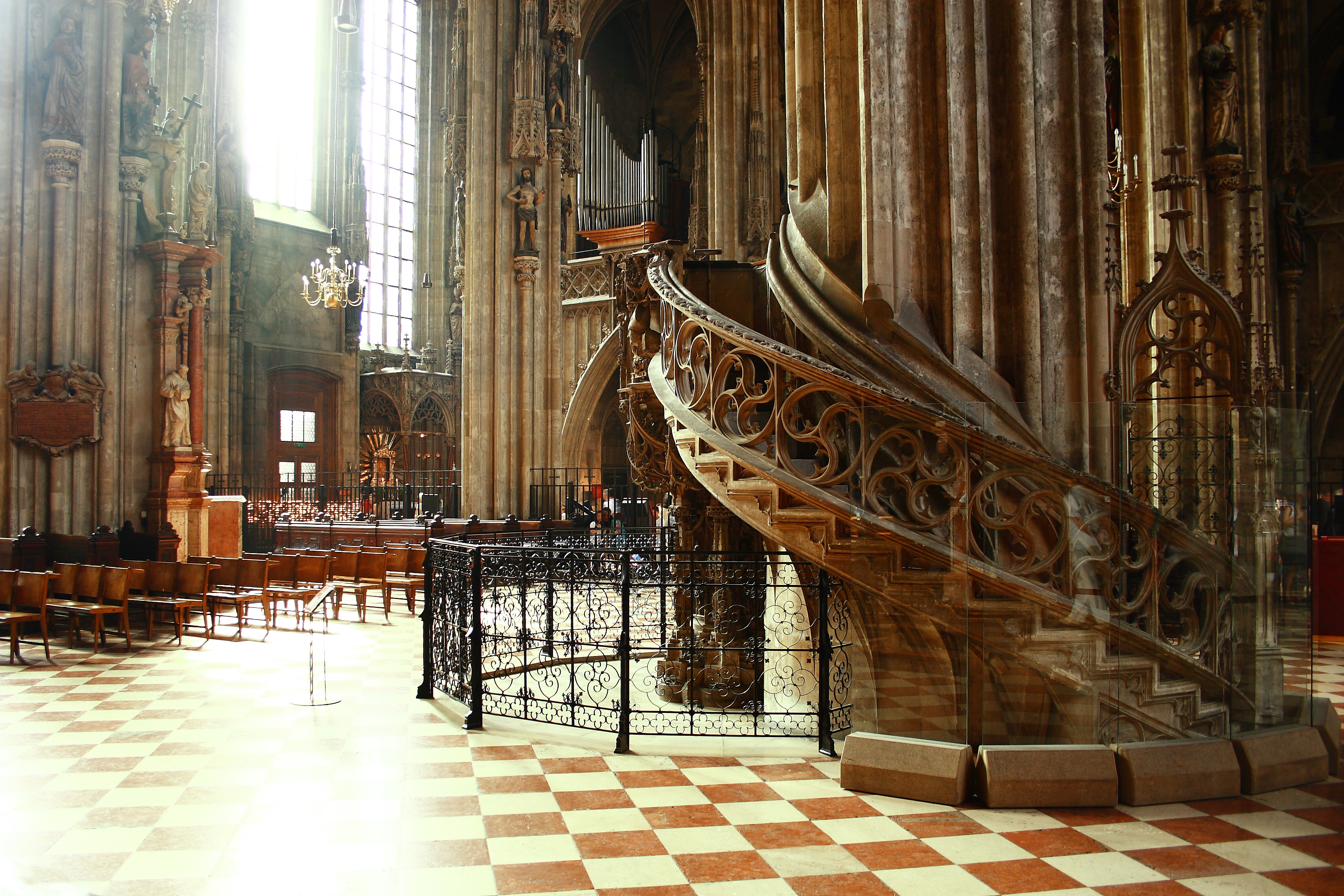
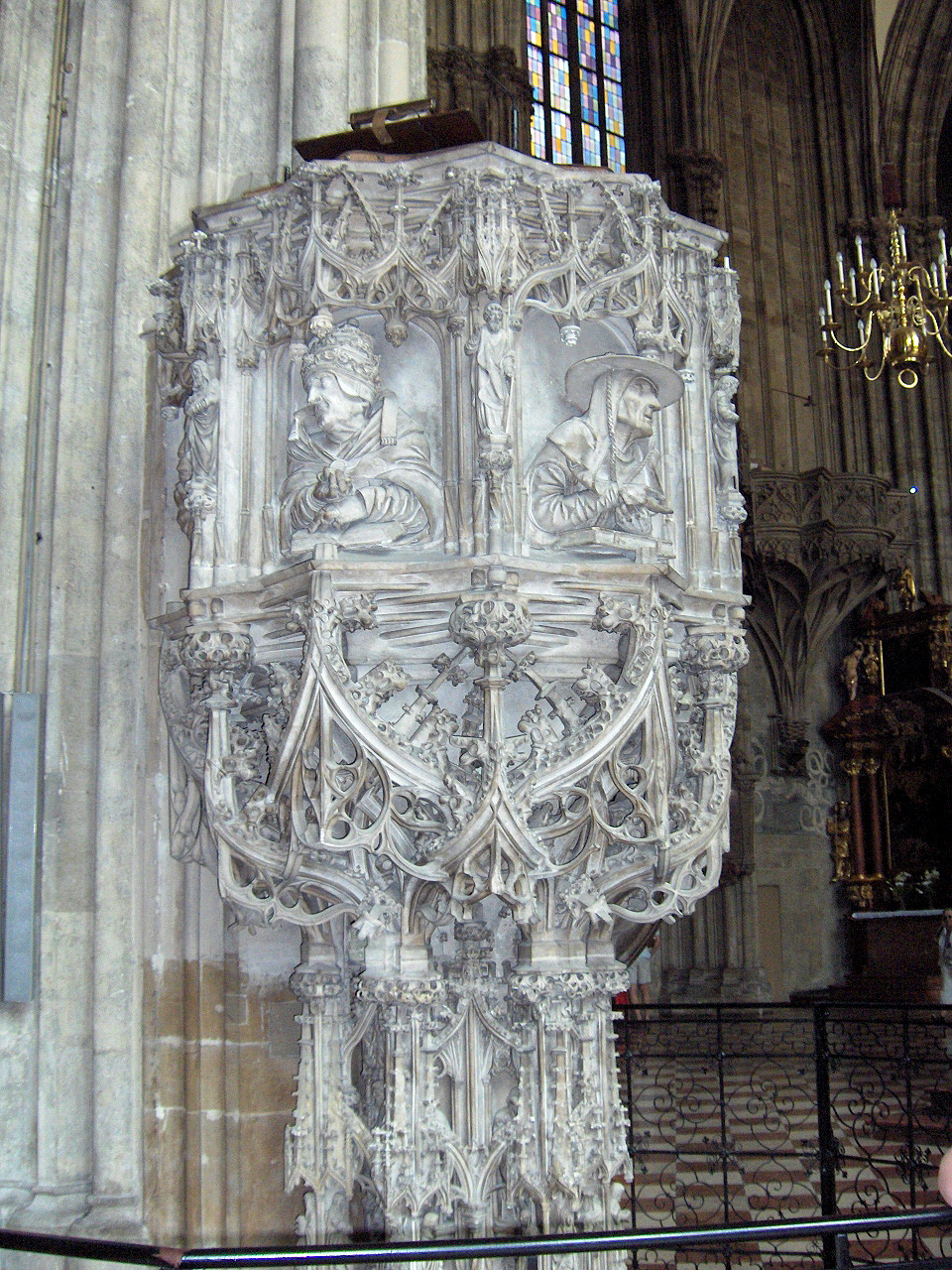
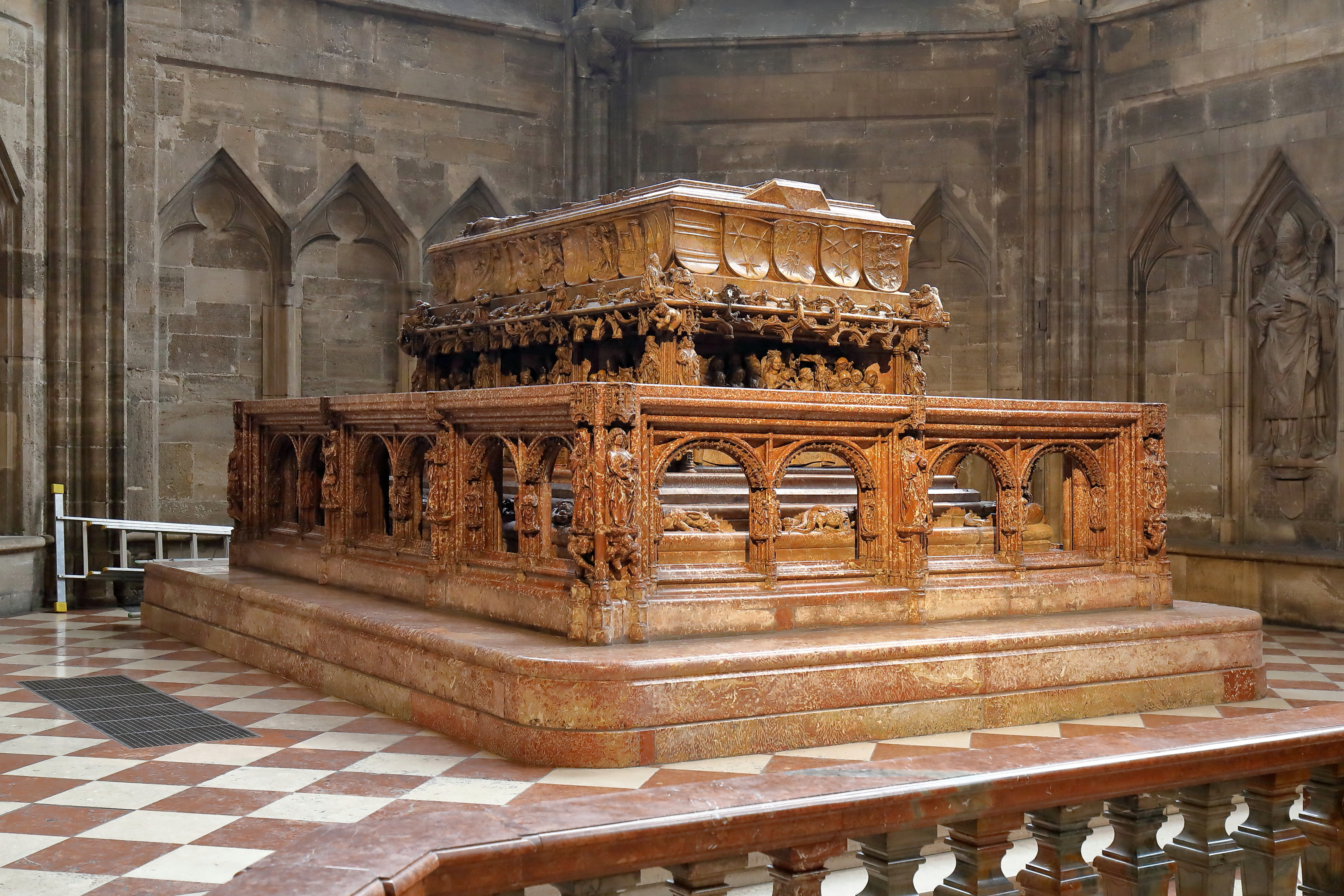
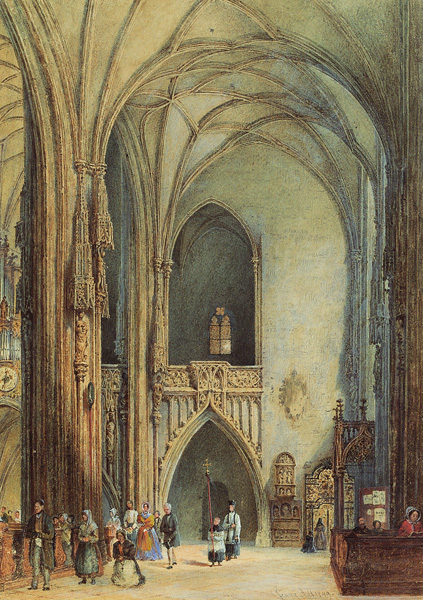
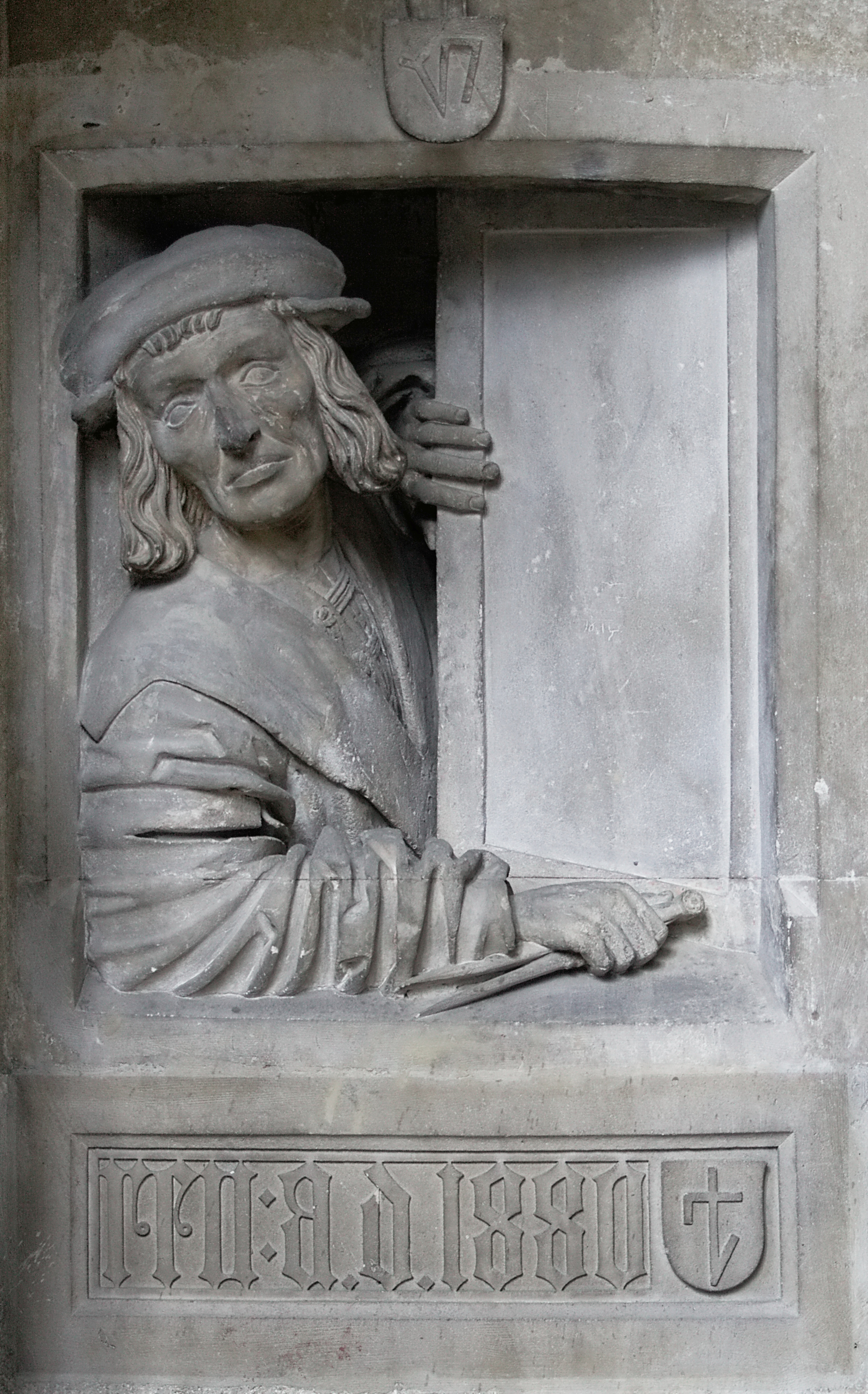
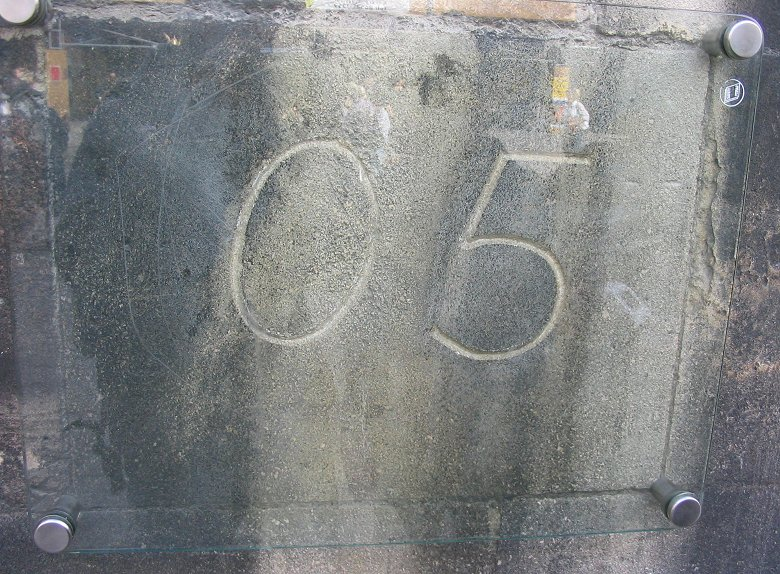
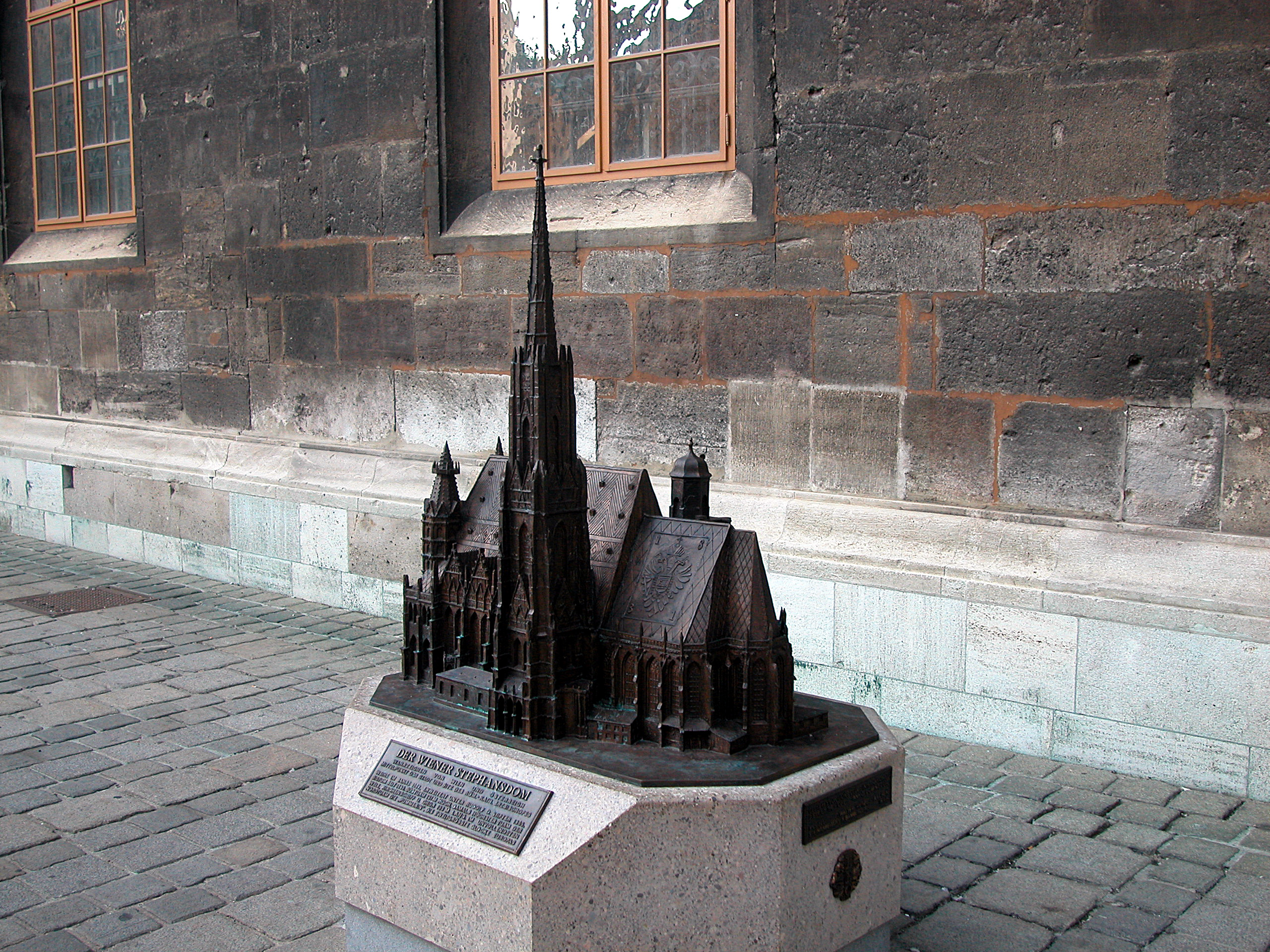
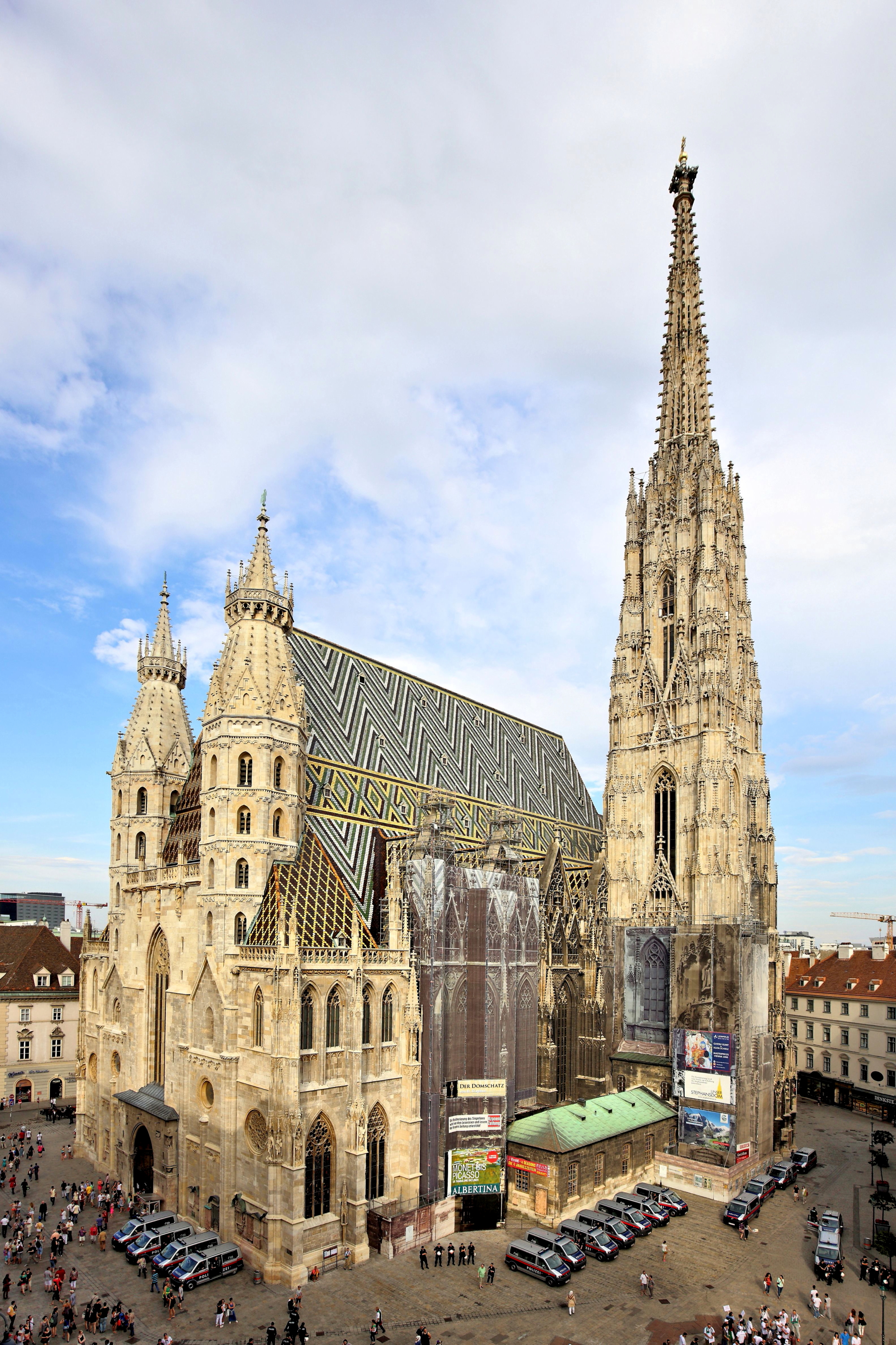

## 外部連結
- 維也納的聖斯德望主教座堂官方網頁 （页面存档备份，存于）
- 維也納大學關於維也納的聖斯德望主教座堂的網頁
- 維也納的聖斯德望主教座堂的標誌 （页面存档备份，存于）